# Sylvie Bourque
Pour les articles homonymes, voir Bourque.
Sylvie Bourque est une actrice, réalisatrice et scénariste québécoise, née à Montréal, Québec.
Elle a remporté le Prix Gémeaux du meilleur premier rôle féminin en 1988 pour son interprétation dans la série Lance et compte.

## Filmographie

### Comme actrice
- 1986 : Lance et compte : Première saison (série télévisée): Linda Hébert
- 1988 : Lance et compte : Deuxième saison (série télévisée): Linda Hébert
- 1989 : Lance et compte : Troisième saison (série télévisée): Linda Hébert
- 1991 : Lance et compte : Tous pour un (Téléfilm): Linda Hébert
- 1991 : Lance et compte : Le crime de Lulu (Téléfilm): Linda Hébert
- 1991 : Lance et compte : Le moment de vérité (Téléfilm) : Linda Hébert
- 1991 : Lance et compte : Le choix
- 1991 : Lance et compte : Envers et contre tous
- 1991 : Lance et compte : Le retour du chat
- 1995 : Les grands procès (série télévisée) : Me Delorme
- 1995 : Liste noire : Francine Savard
- 2002 : Moïse : L'Affaire Roch Thériault (Savage Messiah) : Marcelle Martin

### Comme réalisatrice
- 1995 : Behind & Above: The Wings of Fire (TV)
- 1995 : Les Ailes du feu (TV)

### Comme scénariste
- 1995 : Behind & Above: The Wings of Fire (TV)